# Arreau
Arreau is een gemeente in het Franse departement Hautes-Pyrénées (regio Occitanie) en telt 823 inwoners (1999). De plaats maakt deel uit van het arrondissement Bagnères-de-Bigorre.

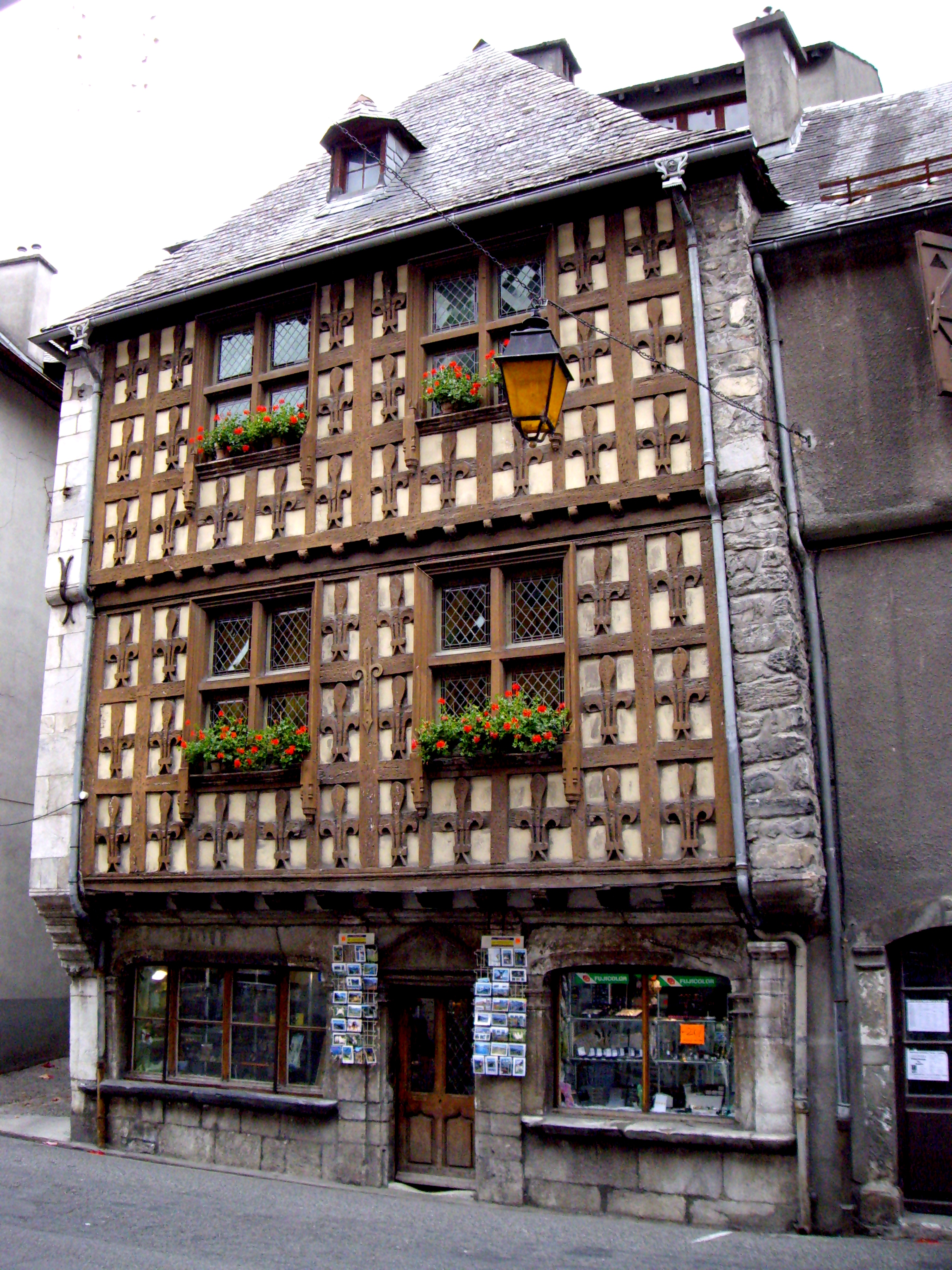
Maison des Lys

## Geografie
De oppervlakte van Arreau bedraagt 11,1 km², de bevolkingsdichtheid is 74,1 inwoners per km².

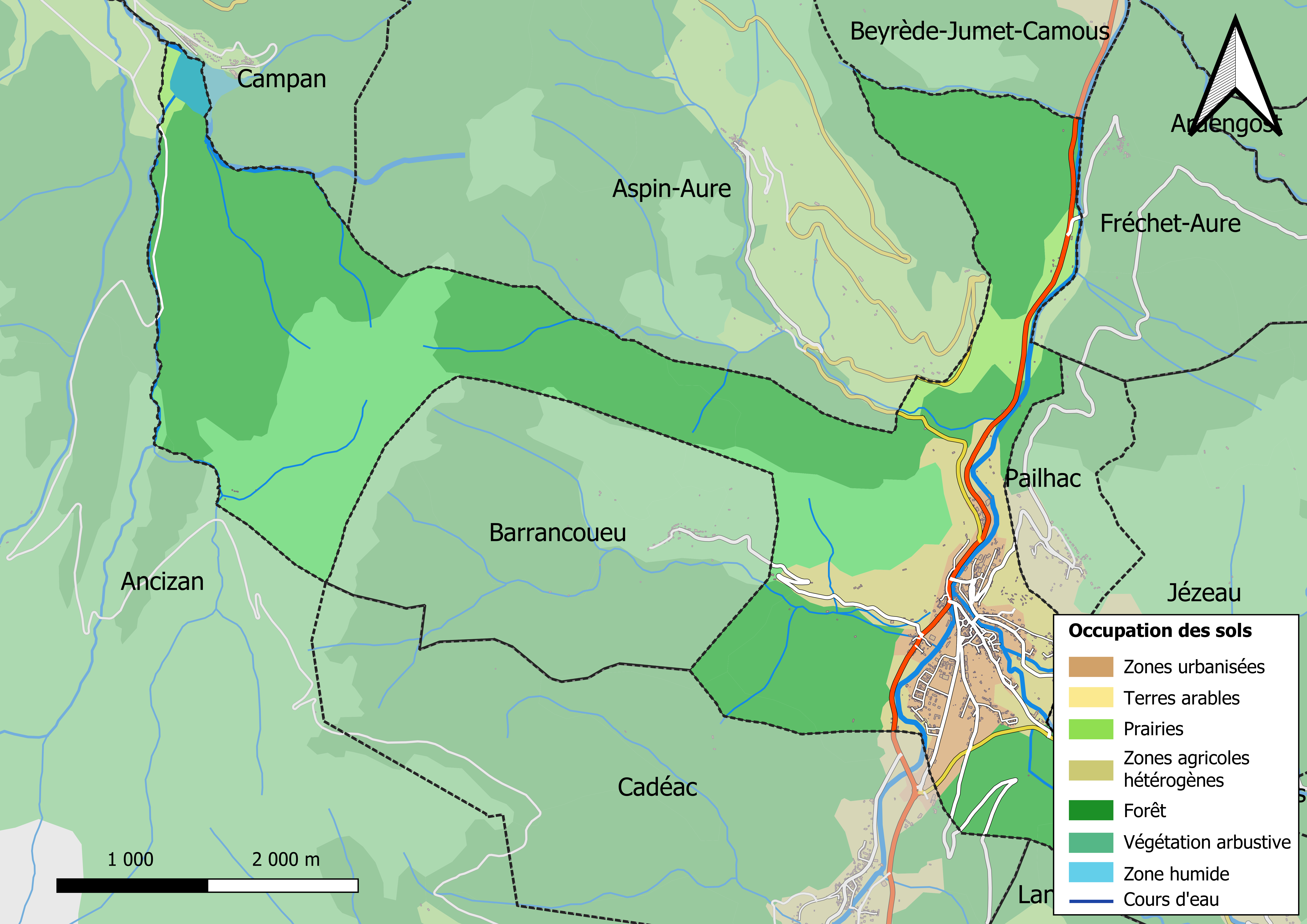
Kaart van de gemeente met belangrijkste infrastructuur, bodemgebruik en omliggende gemeenten

## Demografie
Onderstaande figuur toont het verloop van het inwonertal (bron: INSEE-tellingen).